# 克列梅涅茨
克列梅涅茨（羅馬化：Kremenets），或譯克雷梅內茨，是乌克兰捷爾諾波爾州克列梅涅茨区克列梅涅茨市镇内的城市，为该区及该市镇的行政中心（该市在2020年7月18日前为该州的州辖市，并不在该区的管辖范围内）。該市距離州府捷爾諾波爾62公里，面積20.76平方公里，海拔高度329米，2022年人口数量为20,476人。第二次世界大战期間，納粹德國在1941年至1944年佔領該市。

## 图集

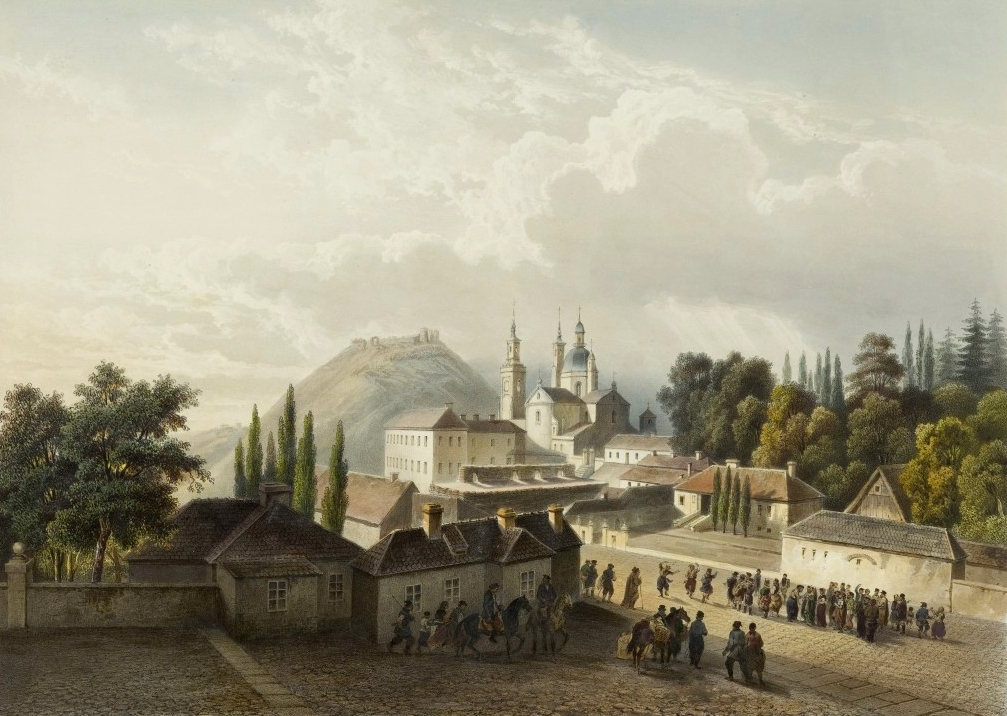
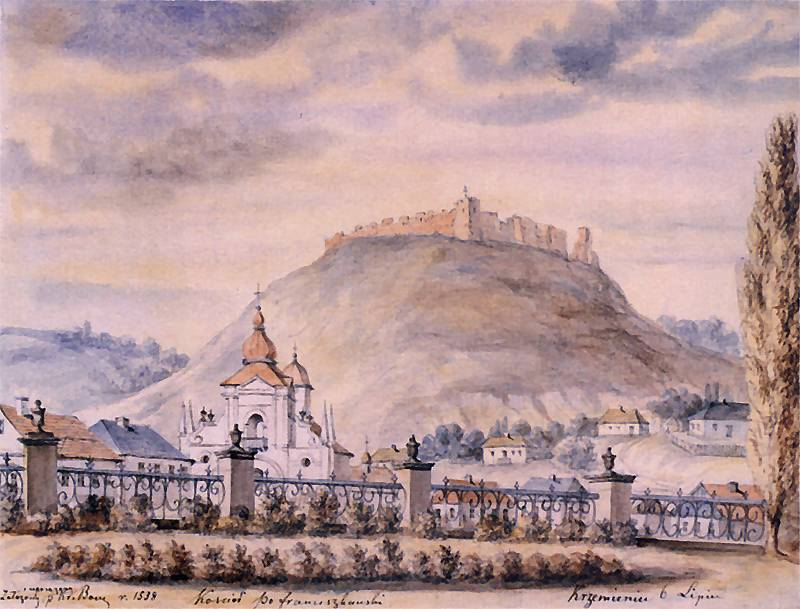
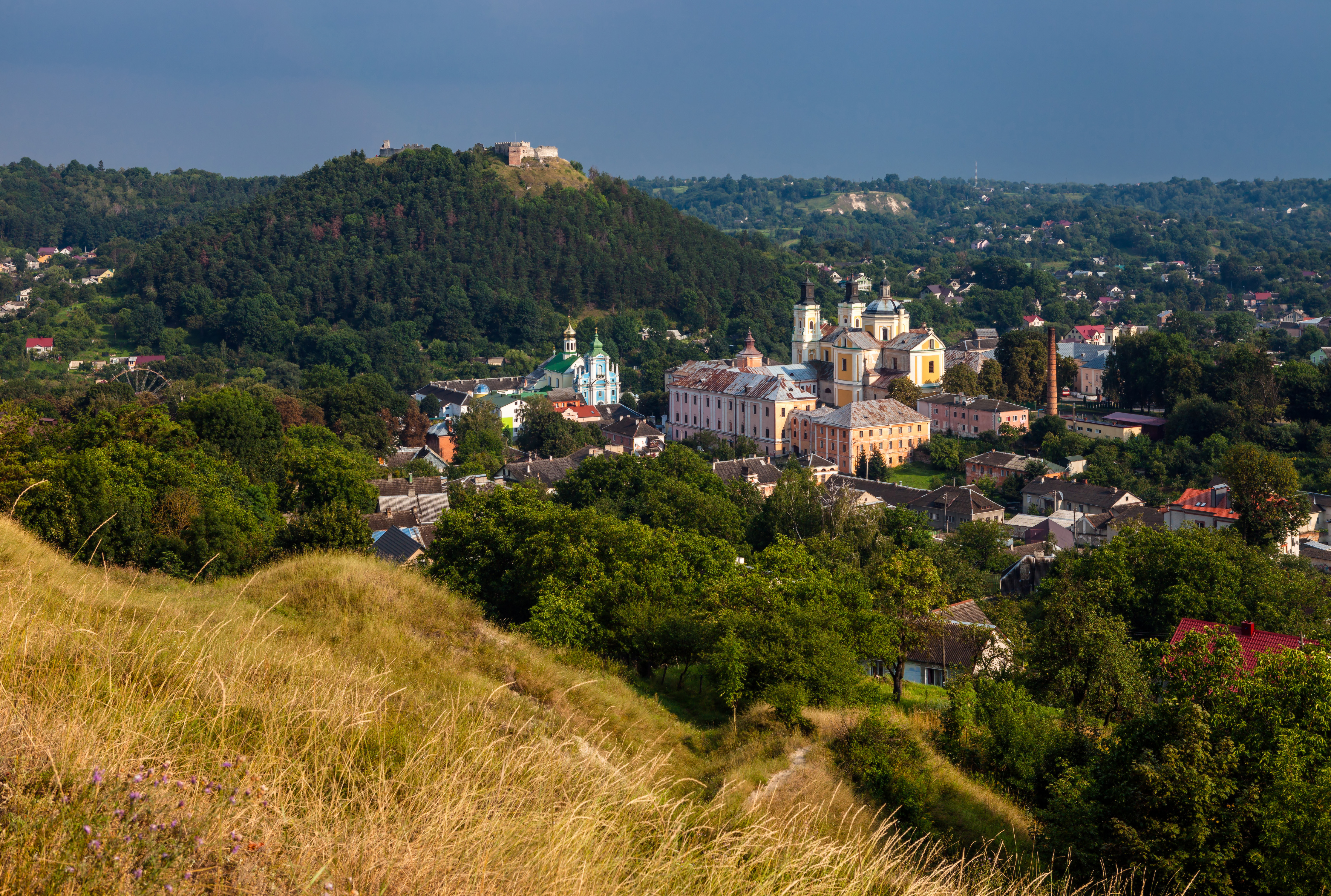
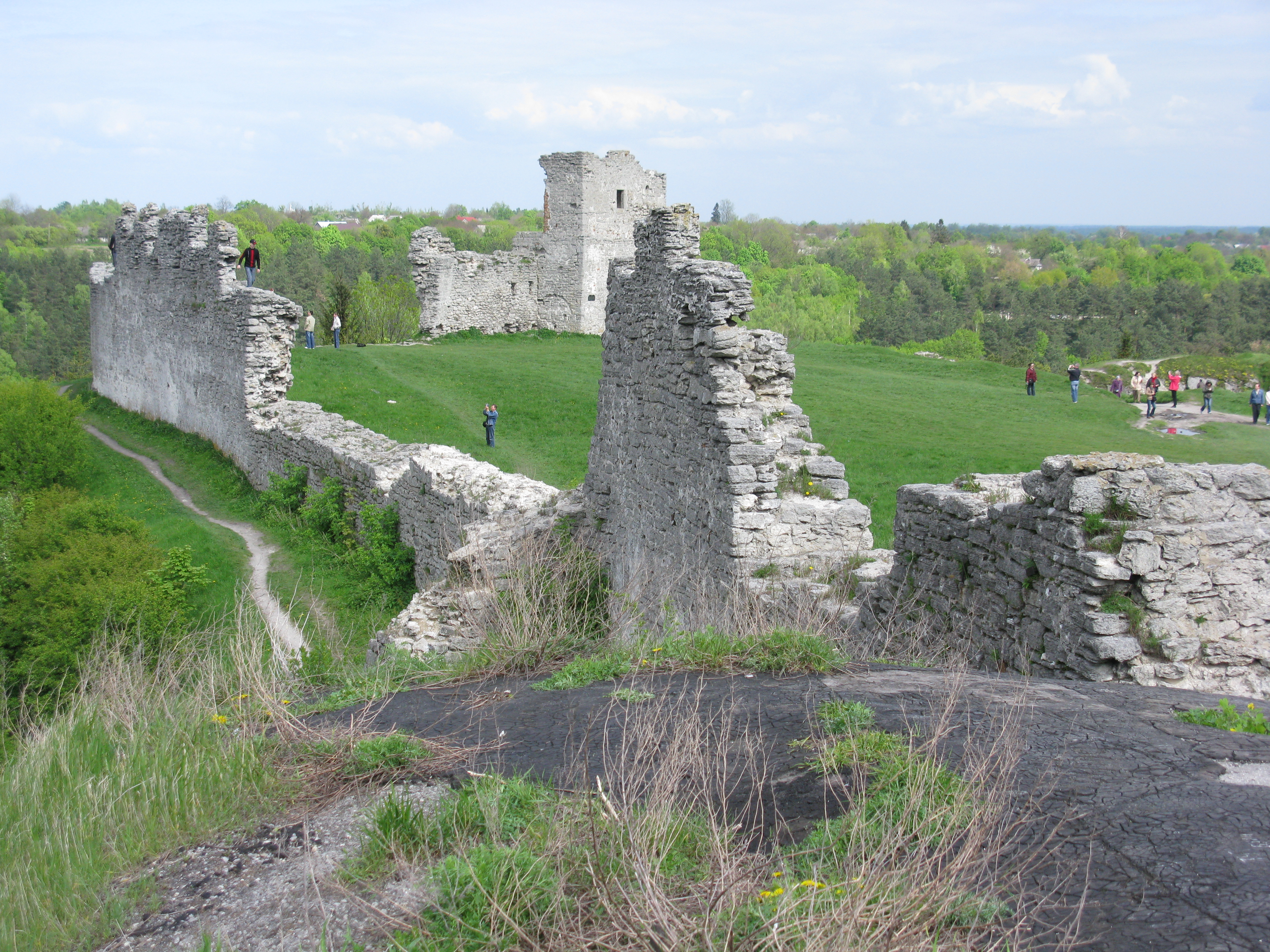
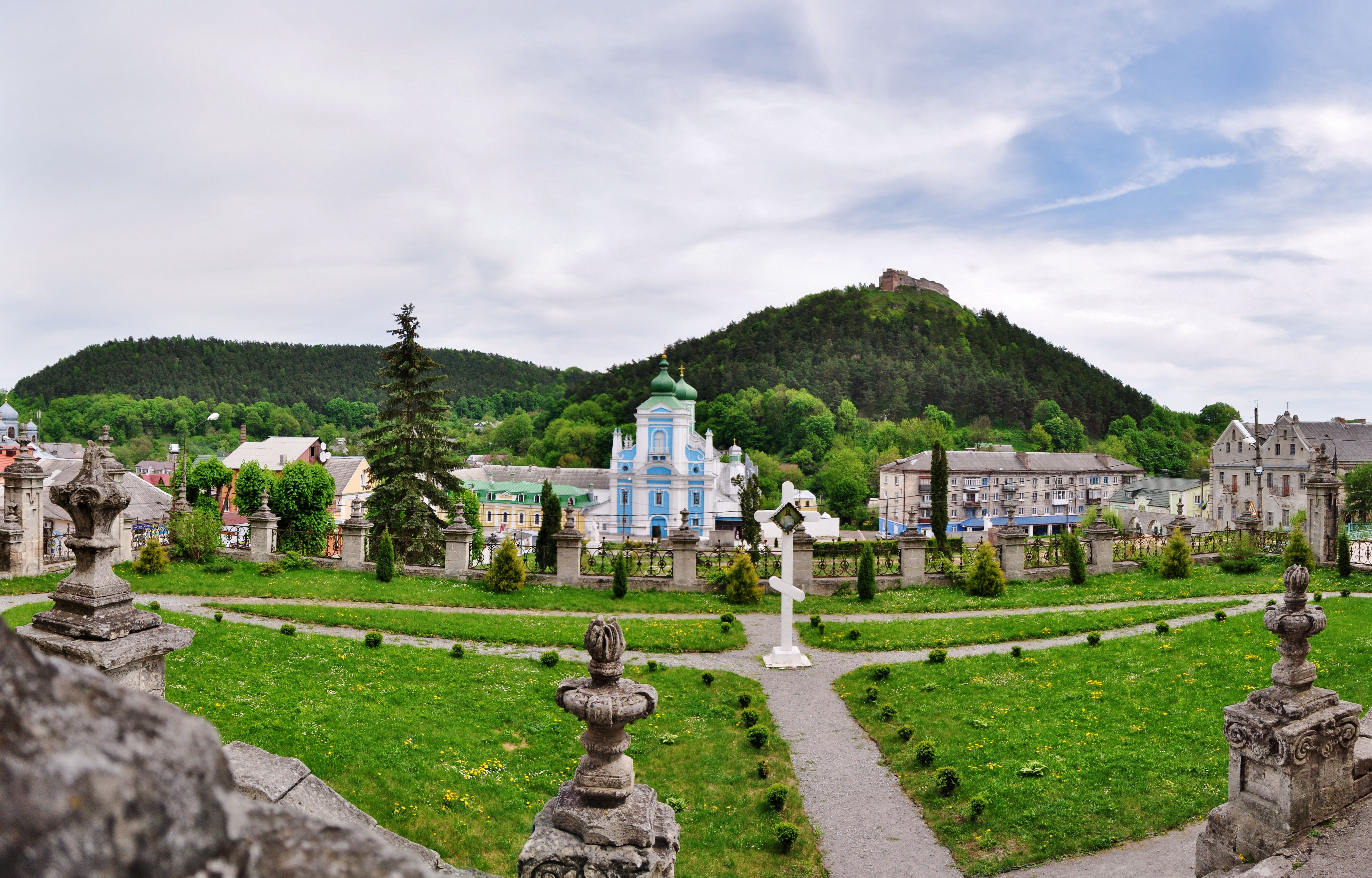
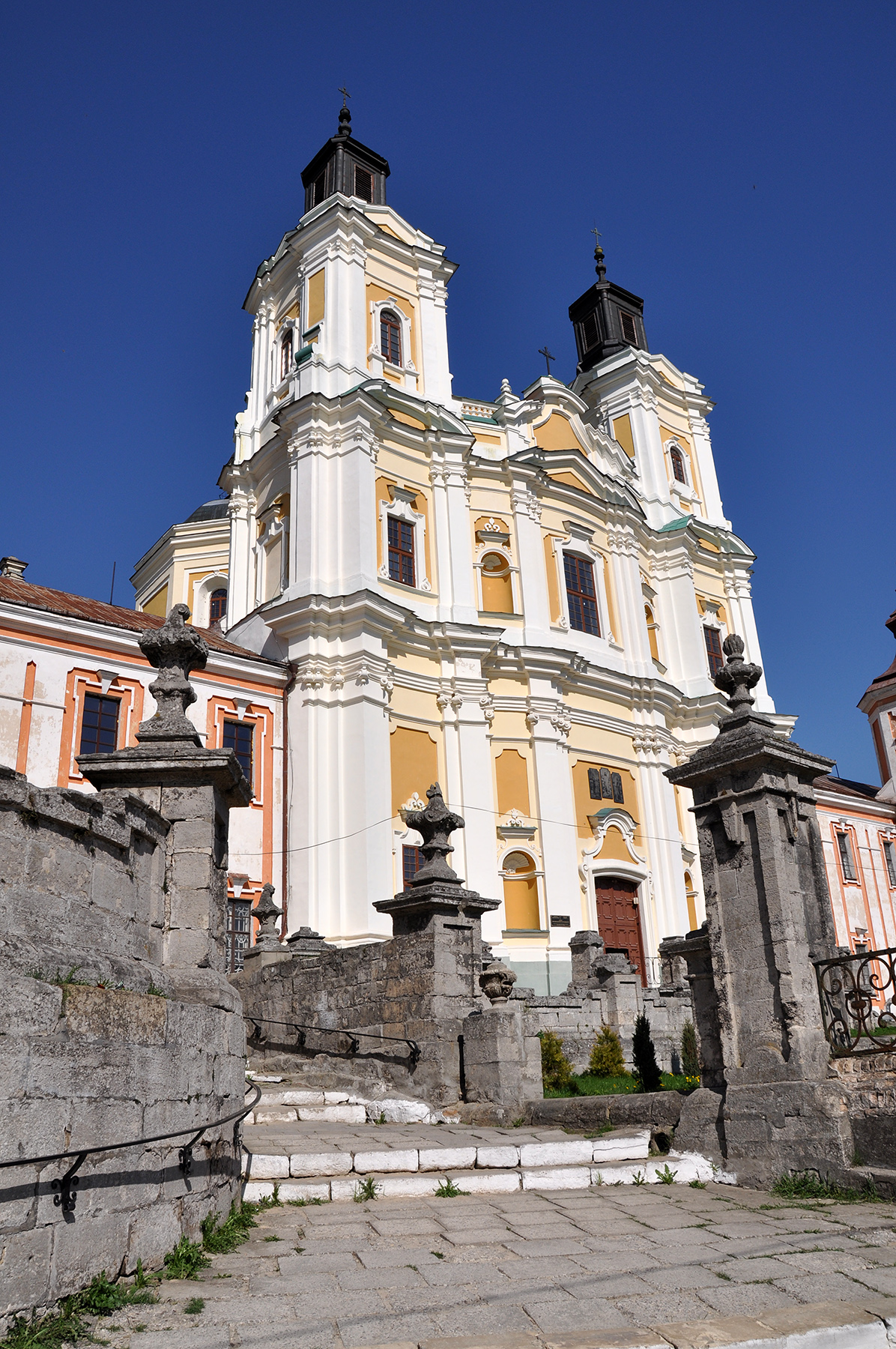
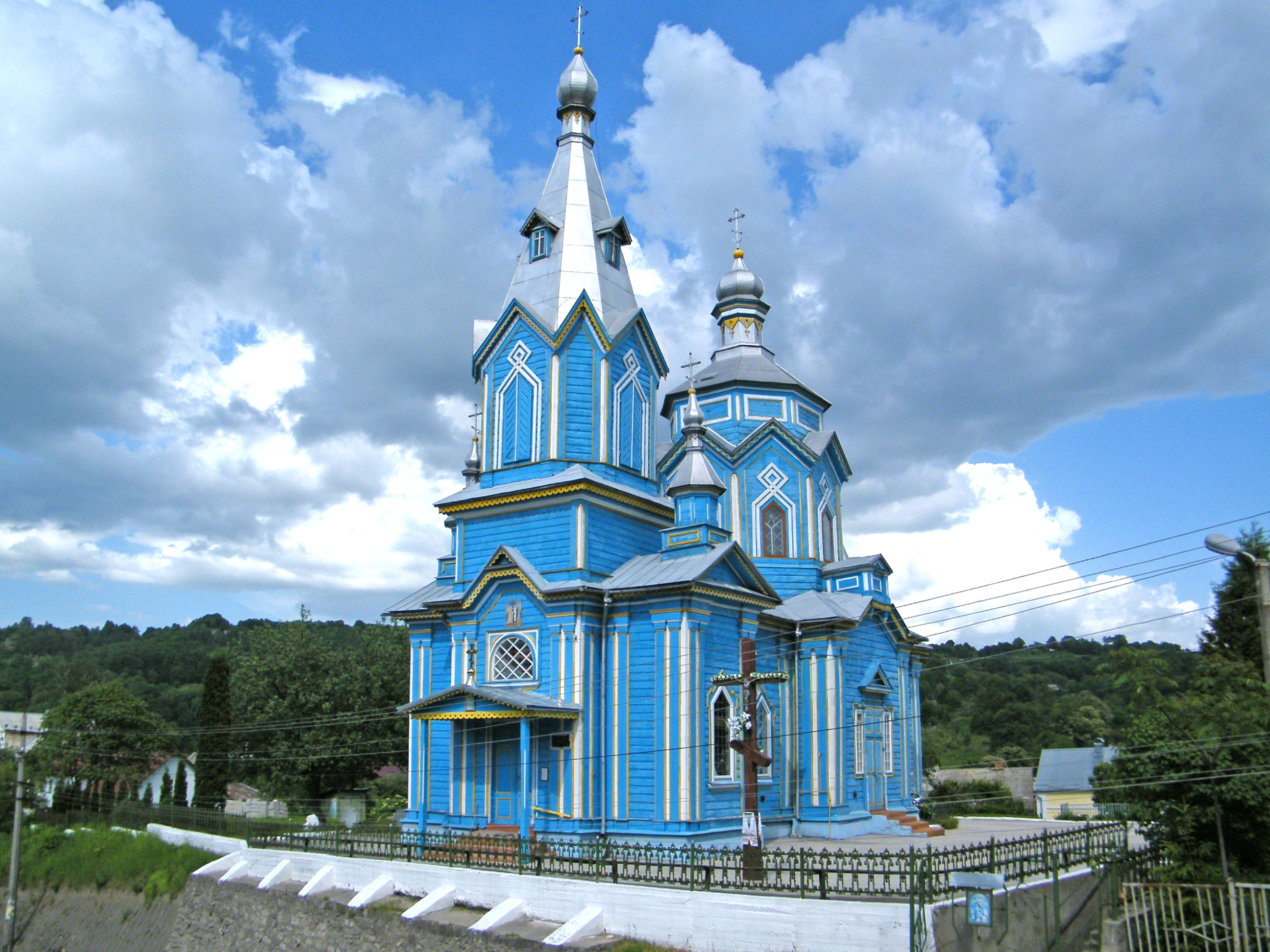
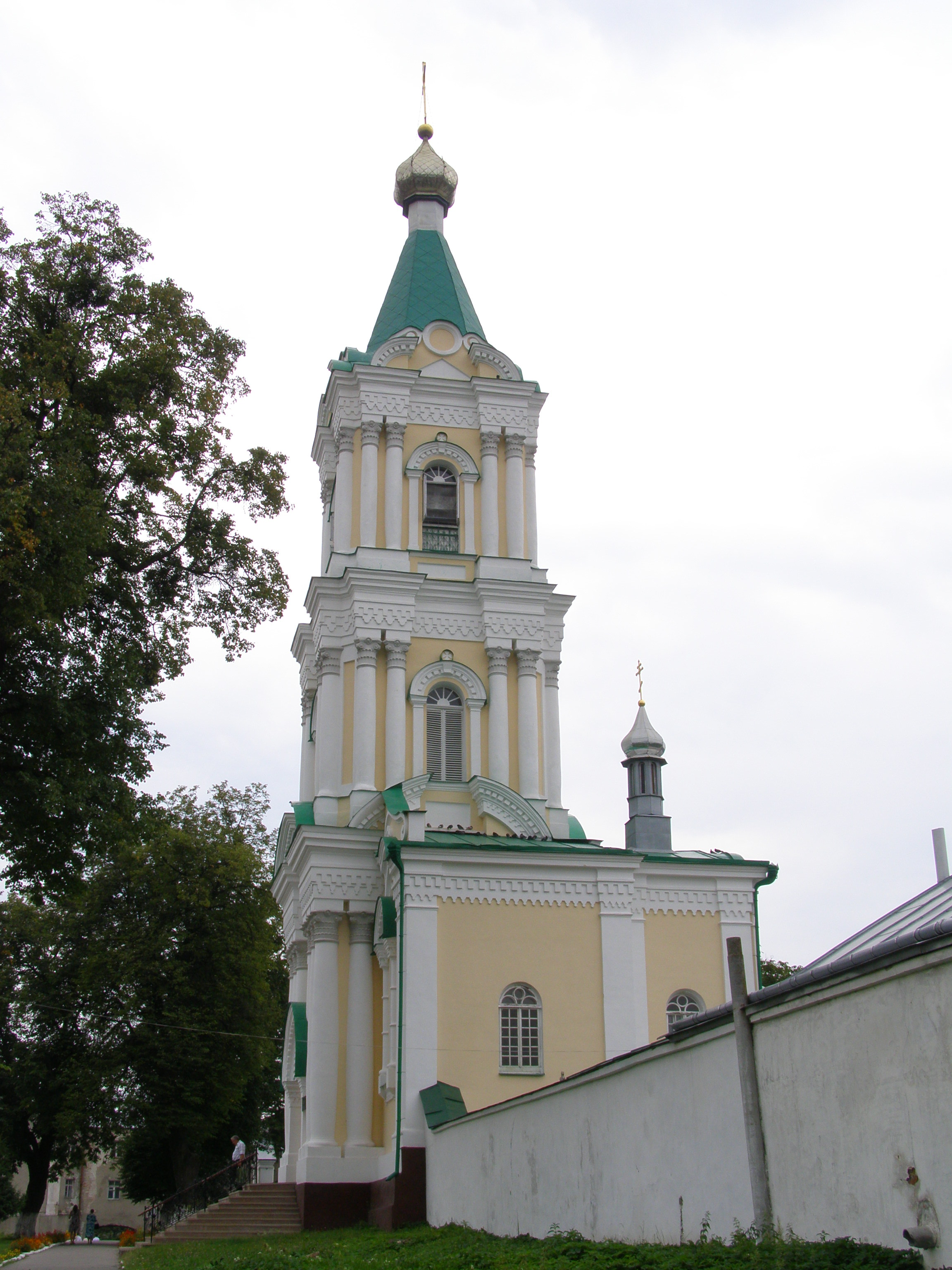
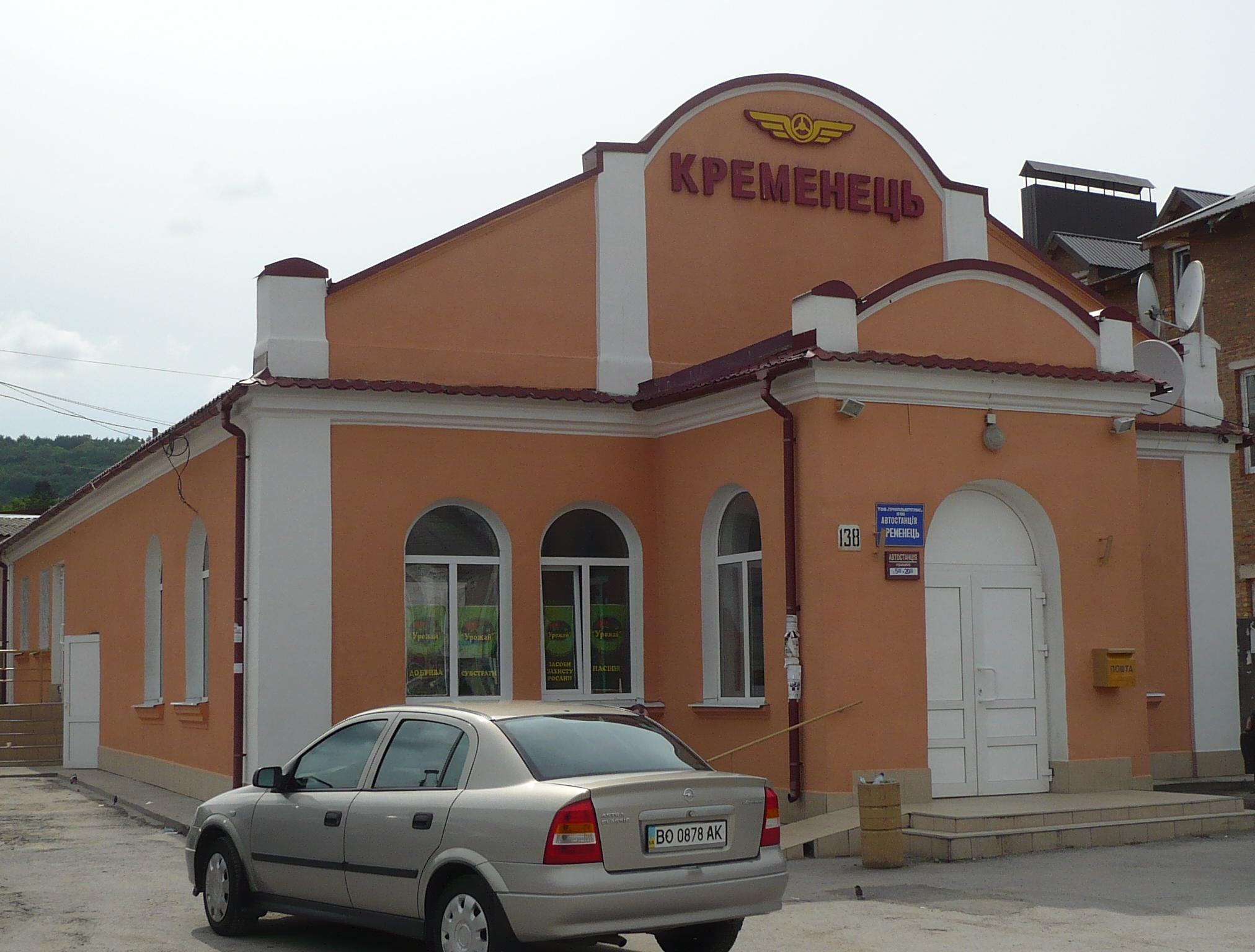

## 友好城市
- 波蘭 康斯坦欽-耶焦爾納
- 波蘭 盧布林地區托馬舒夫
- 美国 基尔戈（英语：Kilgore, Texas）
- 法國 阿尔特兹维莱
- 波蘭 扎古日
- 德国 伊尔森堡

## 來源
1. ↑  . 北京: 中国地图出版社. 2023. ISBN 9787520431699.
2. ↑  Holmeslee6841, 作者. . Gasta Marcus Hobbitia. 2022-03-01  [2025-01-01]. （原始内容存档于2022-03-14） （中文（臺灣））.
3. ↑   (PDF).   [2023-01-04]. （原始内容存档 (PDF)于2022-08-10）.